# Ligue française pour le droit des femmes
Ne doit pas être confondu avec Ligue des droits de la femme, Ligue belge du droit des femmes ou Ligue des droits de la femme (Grèce).
La Ligue française pour le droit des femmes (LFDF) est une organisation pour les droits civils et politiques des femmes, fondée en 1882 par Maria Deraismes en France.

## Contexte

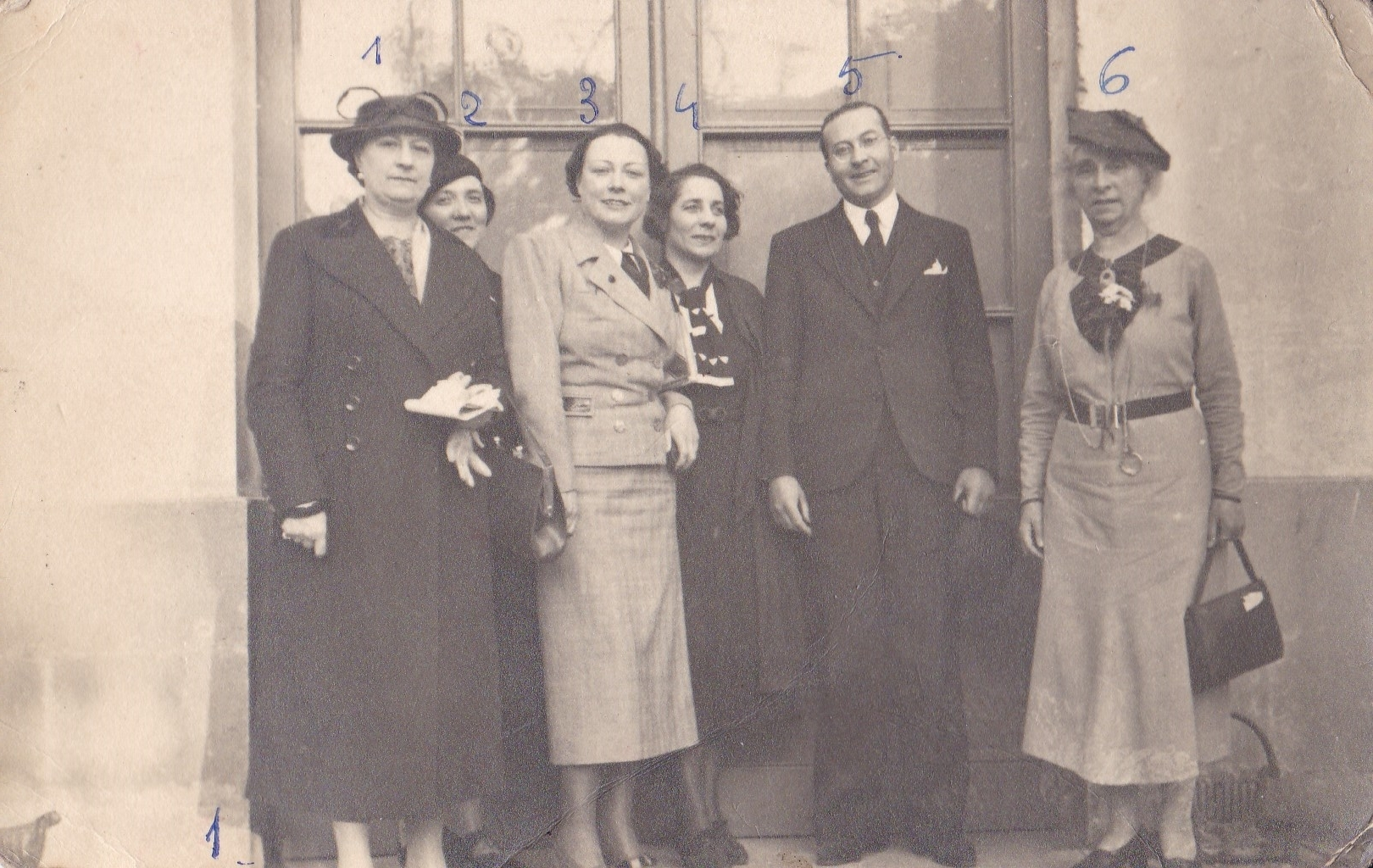
Quelques responsables de la Ligue française pour le droit des femmes : 4. Manon Cormier, 6. Maria Vérone.

La LFDF est fondée par Maria Deraismes, en 1882. C'est une scission de l'Association pour le droit des femmes, qu'elle avait créée avec Léon Richer en 1870, pour les droits civils des femmes.
Léon Richer pense que si les femmes ont le droit de vote, elles vont soutenir l'Église catholique et les forces réactionnaires, ce qui va entraîner un recul des avancées progressistes. En 1870, Maria Deraismes partage ce point de vue : l'instauration de la République est prioritaire.
En 1876, Hubertine Auclert rejoint  l'Association pour le droit des femmes. Pour elle, il faut revendiquer le droit de vote donc les droits politiques pour les femmes. Léon Richer lui refuse une tribune au Congrès international des femmes de 1878. Elle quitte l'association.
En 1882, Maria Deraismes est convaincue de la légitimité de la revendication des droits politiques. Elle affirme que les femmes doivent avoir le droit de vote afin d'être plus progressistes que leur état actuel ne le permet. Maria Deraismes quitte l'Association pour le droit des femmes et fonde la LFDF.
La LFDF devient le principal mouvement de femmes en France. Elle organise un congrès sur les droits des femmes en 1896 et trois en 1900, et vote des résolutions en faveur de l'égalité entre les sexes.
En 1894, à la suite de la mort de Maria Deraismes, Maria Pognon devient présidente.
Maria Vérone assure la présidence de 1919 à 1938.

## Effectifs
La Ligue française pour le droit des femmes compte 196 adhérentes en 1884. Pendant la période d'entre-deux-guerres, ses effectifs oscillent entre 1 100 et 2 500 adhérentes selon les années, bien que 25 000 cotisations soient revendiquées en 1935. À la Libération, ses effectifs chutent à un chiffre compris entre 250 et 400 cotisants. 300 à 400 membres sont revendiqués dans les années 1950[réf. nécessaire].